# Gila-M
Gila-M is een historisch merk van wegrace-motorfietsen.
De bedrijfsnaam was: Gila Goegebeur-Vigoni, Brussel.
Gila Goegebeur-Vigoni was een Belgisch bedrijf dat eerst een 750cc-wegracer op basis van een Kawasaki ontwikkelde, en in 1975 een terreinmachine met een Japans Xenoah-tweetaktblok van 125 cc.
Eric Goegebeur bouwde aanvankelijk een Kawasaki H 2 750 Mach IV-driecilindertweetaktmotor in een verbouwd Egli-frame om hiermee deel te nemen aan de 24-uursrace in Zolder. Op verzoek van een aantal coureurs werd een kleine serie van deze motorfietsen opgezet, waarbij het frame werd verbeterd en het motorblok een dragend deel werd. In 1973 werd de Gila-M in drie versies te koop aangeboden: een raceversie, een straatversie en een Endurance-versie.
Iets heel anders was de Gila-M-125cc-offroadmotor uit 1975. Deze was voorzien van een Xenoah-ME 125 T-tweetaktmotortje. Een prototype werd in enkele Enduro-wedstrijden werd ingezet. Goegebeur was voornemens deze machientjes bij Flandria te laten bouwen, maar verder dan het "Flandria-Gila M 125 T"-prototype is het nooit gekomen.